# Новинки (Шипицинське)
Новинки (рос. Новинки) — присілок в Котлаському районі Архангельської області Російської Федерації.
Населення становить 4 особи. Входить до складу муніципального утворення Котласький муніципальний округ.

## Історія
До 2022 року входило до складу муніципального утворення Шипицинське поселення.

## Населення
| 2002 | 2010 | 2012 |
| ---- | ---- | ---- |
| 10   | →10  | ↘4   |